# Nantes Rezé Métropole Volley 2016-2017
Questa voce raccoglie le informazioni riguardanti il Nantes Rezé Métropole Volley nelle competizioni ufficiali della stagione 2016-2017.

## Organigramma societario
Area direttiva
- Presidente: Thierry Rose

Area tecnica
- Allenatore: Martin Demar

## Rosa
| N° | Nome              | Ruolo | Data di nascita   | Nazionalità sportiva |
| -- | ----------------- | ----- | ----------------- | -------------------- |
| 2  | Théo Morillon     | L     | 19 dicembre 1994  | Francia              |
| 3  | Aleš Holubec      | C     | 13 marzo 1984     | Rep. Ceca            |
| 5  | Floris van Rekom  | S     | 8 maggio 1991     | Paesi Bassi          |
| 6  | Lukas Demar       | S     | 23 settembre 1996 | Francia              |
| 7  | Robin Overbeeke   | S/O   | 21 marzo 1989     | Paesi Bassi          |
| 9  | Sébastien Ducange | C     | 16 giugno 1983    | Francia              |
| 10 | Jasper Diefenbach | C     | 17 marzo 1988     | Paesi Bassi          |
| 11 | Matyas Demar      | P     | 1º ottobre 1991   | Rep. Ceca            |
| 12 | Martin Repák      | P     | 31 marzo 1981     | Slovacchia           |
| 14 | Jérémie Mouiel    | L     | 4 maggio 1995     | Francia              |
| 15 | Cody Caldwell     | S     | 28 marzo 1993     | Stati Uniti          |
| 17 | Seppe Baetens     | S     | 13 febbraio 1989  | Belgio               |